# Sturkö
För andra betydelser, se Sturkö (olika betydelser).
Sturkö är en tätort på ön Sturkö i Karlskrona kommun i Blekinge län.
Vid Statistiska centralbyråns folkräkning den 1 november 1960 utgjorde Kullen en "viss ort, som i fråga om bebyggelse uppfyller betingelserna för att räknas som tätort men där invånarantalet befunnits uppgå till 150 men understiga 200" och hade 157 invånare. Kullen ingår numera i tätorten Sturkö.

## Befolkningsutveckling
| Befolkningsutvecklingen i Sanda/Sturkö 1945–2020                                                                                               | Befolkningsutvecklingen i Sanda/Sturkö 1945–2020 | Befolkningsutvecklingen i Sanda/Sturkö 1945–2020 | Befolkningsutvecklingen i Sanda/Sturkö 1945–2020 | Befolkningsutvecklingen i Sanda/Sturkö 1945–2020 |
| --- | ------------------------------------------------ | ------------------------------------------------ | ------------------------------------------------ | ------------------------------------------------ |
| |                                                  |                                                  |                                                  |                                                  |
| År |                                                  |                                                  | Folkmängd                                        | Areal (ha)                                       |
| 1945 | 1945                                             |                                                  | 450                                              | ##                                               |
| 1950 | 1950                                             |                                                  | 615                                              | ##                                               |
| 1960 | 1960                                             |                                                  | 200                                              | 47                                               |
| 1965 | 1965                                             |                                                  | 229                                              | 50                                               |
| 1970 | 1970                                             |                                                  | 290                                              | 50                                               |
| 1975 | 1975                                             |                                                  | 313                                              | 50                                               |
| 1980 | 1980                                             |                                                  | 1 223                                            | 570                                              |
| 1990 | 1990                                             |                                                  | 1 256                                            | 576                                              |
| 1995 | 1995                                             |                                                  | 1 293                                            | 580                                              |
| 2000 | 2000                                             |                                                  | 1 316                                            | 581                                              |
| 2005 | 2005                                             |                                                  | 1 293                                            | 581                                              |
| 2010 | 2010                                             |                                                  | 1 264                                            | 578                                              |
| 2015 | 2015                                             |                                                  | 1 325                                            | 677                                              |
| 2020 | 2020                                             |                                                  | 1 373                                            | 687                                              |
| Anm.: 1945 och 1950 som Sanda med Kullen och Hålan. Namnändring 1980 från Sanda till Sturkö. ## Som tätort/befolkningsagglomeration 1920–1950. |                                                  |                                                  |                                                  |                                                  |